# Râul Zahrani
Râul Zahrani (în arabă نهر زهراني) este un râu în sudul Libanului. Este situat la sud de Sidon. Zahrani (زهراني) este forma adjectivă a substantivului Zaheran (زهران), care înseamnă înflorire în arabă. Acest râu irigă cea mai mare parte din Jabal Rihane și Nabatiyeh. Este considerat unul dintre cele mai importante râuri din zona Jabal Rihane. Gura sa de vărsare este situată la nord de gura de vărsare a râului (mai lung) Litani.
Podul Zahrani traversează acest râu.